# Lương tâm
Lương tâm là năng lực mang tính tự giác của con người tự giám sát bản thân, tự đề ra cho mình nghĩa vụ đạo đức phải hoàn thành, tự đánh giá hành vi của mình. Nói rộng ra, lương tâm là ý thức chủ quan của cá nhân về nghĩa vụ và trách nhiệm của mình đối với xã hội, được coi như là nghĩa vụ và trách nhiệm đối với bản thân.
Lương tâm theo Khổng Tử là đạo đức. Khổng Tử nói: "Lập đạo của trời nói âm và dương, lập đạo của đất nói nhu và cương, lập đạo của người nói nhân và nghĩa." Tất cả các tính khác của con người đều do nhân và nghĩa mà nên, cũng như vạn vật, vạn việc trên trời dưới đất do âm dương, nhu cương tạo tạo thành vậy, con người bất nhân là ác, bất nghĩa là bạc, chính vì lẽ đó con người muốn được coi là "nhân" thì phải có nhân, nghĩa phải có lương tâm.
Lương tâm là kết quả của quá trình sống chứ không phải bẩm sinh.
Lương tâm luôn đi với con người trong suốt quá trình hành động.